# Confine tra Birmania e Thailandia
Il confine tra la Birmania e la Thailandia si estende per 2416 km in direzione nord-est-sud-est dal Mare delle Andamane fino al confine con il Laos,, e separa la Birmania orientale dalla Thailandia occidentale. È delineato dalle creste montuose dei Monti Daen Lao a nord, che proseguono verso sud fino al Passo delle Tre Pagode con la catena dei Monti Dawna – considerata in Thailandia parte dei Monti Thanon Thong Chai – che a loro volta proseguono a sud con i Monti del Tenasserim, spina dorsale della Penisola malese.
Nelle valli tra queste montagne scorrono alcuni fiumi che per alcuni tratti segnano il confine thai-birmano, nell'estremo nord-est il Ruak affluisce nel Mekong all'altezza del Triangolo d'oro, che corrisponde al triplice confine di Laos, Thailandia e Birmania. L'imponente fiume Saluen segna per un tratto il confine da nord a sud ed entra in Birmania nel punto in cui riceve le acque del Moei, che scorre verso nord e a sua volta segna il confine tra i due paesi.. La zona più a sud del confine è contrassegnata dal fiume Kraburi, che sfocia nel mare delle Andamane.

## Storia
Il confine fu storicamente oggetto di contesa tra birmani e thailandesi e le prime trattative per il suo tracciamento si ebbero nel 1868 tra i britannici che avevano colonizzato la Birmania e il Regno del Siam. Vi furono dispute nel corso della demarcazione che ebbero termine quando il confine fu concordato con il trattato firmato il 17 ottobre 1894. Il limite settentrionale venne definitivamente modificato dopo l'accordo tra britannici e francesi con cui fu stabilito che il Mekong diventava la frontiera tra Birmania e Laos, altre modifiche minori furono apportate nel 1929 e 1934.
I siamesi continuarono però a sostenere la propria sovranità su territori dello Stato Shan, che era stato assegnato alla Birmania. Durante la seconda guerra mondiale, i giapponesi invasero la Birmania con l'appoggio dell'esercito thailandese e ricompensarono gli alleati assegnando loro vasti territori dello Stato Shan, che costituirono la provincia thailandese Saharat Thai Doem. Questi territori furono restituiti alla Birmania dopo la sconfitta giapponese nel conflitto e da allora il confine è rimasto immutato. La Birmania conquistò l'indipendenza nel 1948 e il confine divenne una frontiera tra due Stati sovrani. L'accordo sulle frontiere firmato tra Birmania e Thailandia nel 1982 non chiarì a chi appartenesse la sovranità su alcune isole lungo il confine a sud, dando luogo a una nuova disputa.
La parte birmana della frontiera, in particolare nella zona del Triangolo d'oro, è per tradizione uno dei luoghi dove si produce la maggior parte degli oppiacei e dell'eroina mondiale, la cui produzione in queste zone ha cominciato a diminuire negli anni 2010 con l'aumento della produzione di nuovi allucinogeni a base di metanfetamina. Gran parte del traffico passa attraverso la frontiera con la Thailandia. Il mercato di questi prodotti è controllato soprattutto dalle milizie separatiste di alcune minoranze etniche della Birmania, che finanziano così la loro lotta al governo centrale. L'esercito birmano ha compiuto diverse operazioni militari nelle zone dove agiscono i trafficanti, provocando la fuga di buona parte della popolazione che si rifugia nelle aree di confine thailandesi.

## Valichi di frontiera

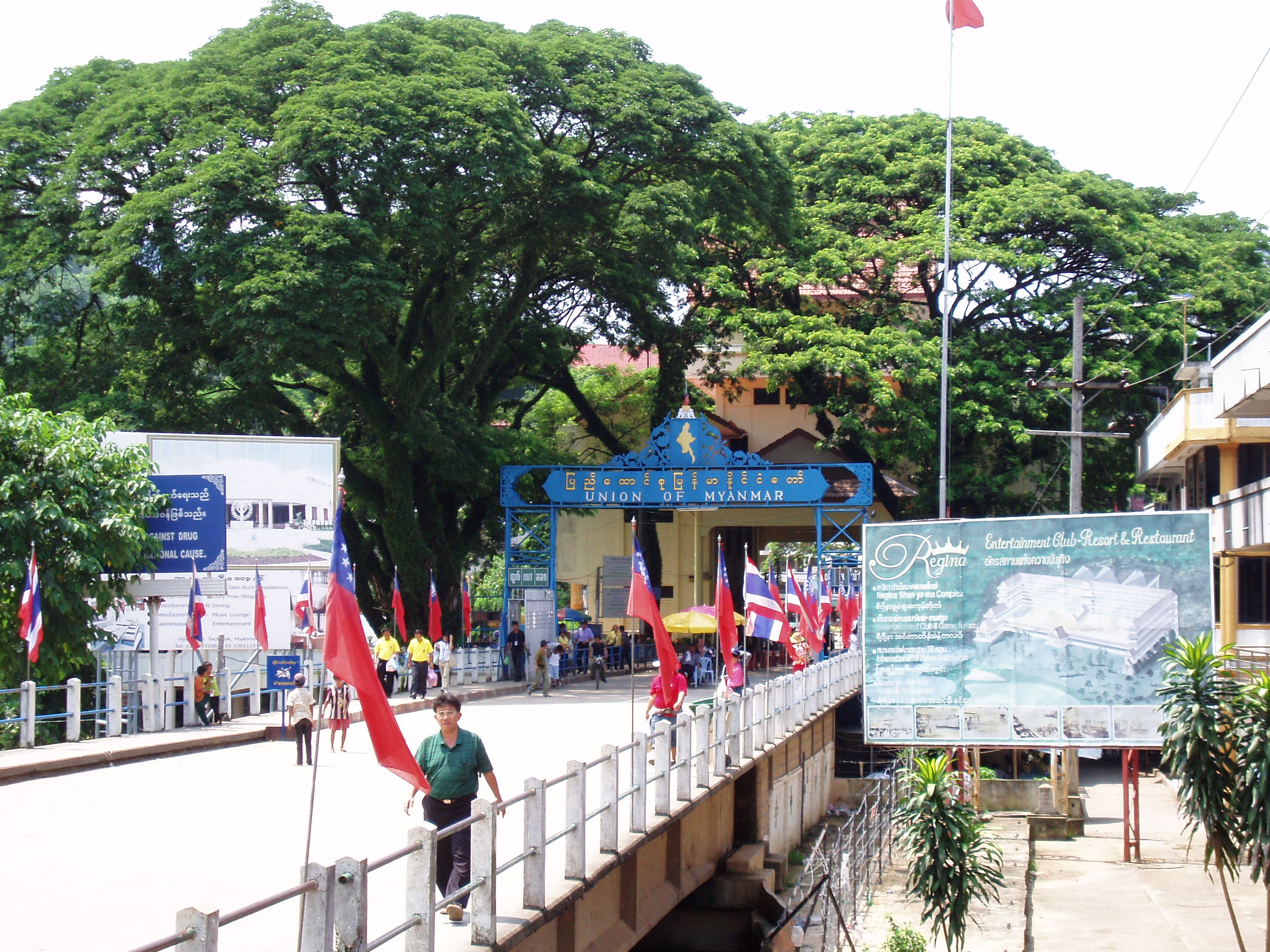
Ponte di frontiera sul Ruak tra la città thailandese di Mae Sai e la città birmana di Tachileik.

Di seguito la lista dei valichi di frontiera aperti a tutti:
- Mae Sai - Tachileik, all'estremo nord della Thailandia, tra la provincia di Chiang Rai e lo Stato Shan
- Mae Sot - Myawaddy, tra la provincia di Tak e lo Stato Kayin
- Phu Nam Ron - Htee Kee, tra la provincia di Kanchanaburi e la regione di Tanintharyi
- Ranong - Kawthaung, tra la provincia di Ranong e la regione di Tanintharyi, all'estremo sud del confine

Tra i valichi di frontiera aperti solo a cittadini thailandesi e birmani vi sono:
- Sangkhla Buri - Payathonzu, tra la provincia di Kanchanaburi e lo Stato Kayin, in corrispondenza del Passo delle Tre Pagode
- Singkhon - Maw Daung, tra la provincia di Prachuap Khiri Khan e la regione di Tanintharyi.